# Tormellas
Tormellas è un comune spagnolo di 105 abitanti situato nella comunità autonoma di Castiglia e León.